# Byrsonima psilandra
Byrsonima psilandra är en tvåhjärtbladig växtart som beskrevs av August Heinrich Rudolf Grisebach. Byrsonima psilandra ingår i släktet Byrsonima och familjen Malpighiaceae. Inga underarter finns listade i Catalogue of Life.